# Nenad Krstić
Pour les articles homonymes, voir Krstić.
Nenad Krstić (en alphabet cyrillique serbe : Ненад Крстић ; en alphabet latin serbe : Nenad Krstić), né le 25 juillet 1983 à Kraljevo (Yougoslavie, actuelle Serbie), est un joueur serbe de basket-ball. Il mesure 2,13 m et joue au poste de pivot.
Après avoir évolué en Serbie avec le Partizan Belgrade, il rejoint la National Basketball Association pour évoluer avec les Nets du New Jersey. Après un retour de quelques mois en Europe, il retrouve la NBA avec le Thunder d'Oklahoma City, puis les Celtics de Boston. En juin 2011, il retourne en Europe jouer au CSKA Moscou puis à l'Anadolu Efes.

## Biographie
Krstić commence sa carrière professionnelle avec le KK Partizan Belgrade, avec lequel il joue en ligue serbo-monténégrine, en Ligue adriatique et en Euroligue.
Krstić est sélectionné en 24e position de la draft 2002 de la NBA par les Nets du New Jersey. Il décide de jouer encore deux saisons avec le KK Partizan Belgrade. Il commence sa carrière en NBA lors de la saison 2004-2005. Krstić réalise une première année excellente, avec 10,0 points, 5,3 rebonds et 0,84 contre par match. Il est élu dans la All-NBA Rookie Second Team, deuxième cinq des débutants ou recrues, au terme de l'exercice.
Lors de ses débuts en playoffs, Krstić compile 18,3 points, 7,5 rebonds, 1,0 passe et 1,5 perte de balle face au Heat de Miami, une performance exceptionnelle pour un rookie en playoffs. C'est le résultat d'un entraînement intensif qu'il a suivi durant toute sa première saison, se constituant un éventail de mouvements de pivot, ainsi qu'un beau shoot à 6 m.
La saison 2005-2006 voit Krstić continuer à améliorer son jeu et devenir un élément capital de l'attaque des Nets. Ses statistiques sont en augmentation : 13,5 points, 6,4 rebonds, 1,1 passe et 0,8 contre. Au premier tour des playoffs 2006, contre les Pacers de l'Indiana, Krstić marque 18 points par match et capte 7,1 rebonds.
En 2006-2007, malgré le mauvais départ des Nets, Krstić enregistre ses meilleures moyennes en points (16,6), en rebonds (6,8), et en passe (1,8) avant de se blesser au ligament croisé antérieur le 22 décembre 2006 face aux Lakers de Los Angeles à la Continental Airlines Arena. Il est mis sur la touche pour le reste de la saison. Il fait son retour lors du camp d'entraînement estival de la saison 2007-2008. Depuis, il a regagné sa place de titulaire, qu'il avait perdu à la suite de sa blessure. Toutefois, son temps de jeu est en baisse, 18 minutes contres 32 minutes 6. Insuffisamment remis de sa blessure, il doit rester loin des parquets durant les mois de décembre et janvier. Ses statistiques sont en baisse avec 6,6 points, 4,4 rebonds, 0,5 passe et 0,4 contre. Il rejoint alors la Superligue de Russie pour évoluer avec le club du Triumph Lyubertsy qui dispute également l'EuroCoupe, deuxième compétition de clubs en Europe. Lors de celle-ci, il dispute six rencontres et présente des statistiques de 13,3 points, 7,3 rebonds, 1 passe, 0,5 contre.
En décembre 2008, il est contacté par le Thunder d'Oklahoma City. Les Nets ne désirant pas s'aligner sur cette proposition - Nenad Krstić est alors agent libre (restricted free agent), ce qui permet à son ancienne équipe de pouvoir s'aligner sur la proposition d'une autre franchise - il rejoint le Thunder pour le reste de la saison 2008-2009. Il dispute 46 matchs, dont 29 en tant que titulaire. Il marque 9,7 points, capte 5,5 rebonds délivre 0,6 passe et réalise 1,1 contre. Lors de sa seconde saison avec la franchise d'Oklahoma City, il commence les 76 matchs qu'il dispute en saison régulière en tant que titulaire. En 22 minutes 9, il inscrit 8,4 points, capte 5 rebonds, et réussit 0,7 passe et 0,6 contre. Pour la troisième fois de sa carrière, il dispute les playoffs : Les Lakers éliminent le Thunder en six rencontres, quatre à deux. Durant cette série, les statistiques de Nenad Krstić sont de 7,2 points, 5,8 rebonds, 0,7 passe en 21 minute 5.
Il entame une troisième saison à Oklahoma. Il fait de nouveau partie du cinq majeur et dispute 47 rencontres. En février 2011, il fait partie d'un échange qui le voit rejoindre les Celtics de Boston, en compagnie de Jeff Green, Kendrick Perkins et Nate Robinson rejoignant le Thunder. Il commence 20 des 24 matchs de saison régulière. Sa moyenne de points progresse de 7,6 à 9,1 après son transfert. Les Celtics élimine les Knicks de New York sur un sweep, quatre à zéro, lors du premier tour avant de se voir opposer au Heat de Miami. Il ne dispute pas les troisième et quatrième match de cette série sur décision de son entraîneur Doc Rivers. Les Celtics s'inclinent sur le score de quatre à un.
Le 8 juin 2011, il retourne en Europe en s'engageant avec le CSKA Moscou pour 2 ans et 6 millions d'euros. Il joue en Euroligue et remporte le trophée de meilleur joueur de la journée (3e journée et 9e journée du Top 16) et le trophée de meilleur joueur du mois de novembre. En fin de saison, il est désigné dans le meilleur cinq de la compétition, où son coéquipier Andreï Kirilenko est également présent. Il resigne un nouveau contrat avec le CSKA en juillet 2012.
Il est le meilleur joueur de la 9e journée du Top 16 de l'Euroligue 2012-2013 avec une évaluation de 26. Pour la deuxième année consécutive, il est désigné dans le premier cinq de la compétition.
Krstić est nommé meilleur joueur du mois de janvier 2014 de l'Euroligue 2013-2014.
En juin 2014, Krstić signe un contrat de deux ans avec l'Anadolu Efes Spor Kulübü, club de première division turque où le nouvel entraîneur Dušan Ivković, qui a entraîné Krstić en équipe nationale, recrute d'autres grands joueurs comme Stéphane Lasme, Stratos Perperoglou ou Dario Šarić.
Début novembre, Krstić a l'avant-bras gauche cassé lors d'une rencontre contre Pınar Karşıyaka. Il manque plusieurs semaines de compétition et revient début janvier 2015.
Krstić manque l'intégralité de la saison 2015-2016 en raison d'une blessure au genou. Son contrat se termine avec l'Anadolu Efes et il signe avec Galatasaray en juin 2016 mais le club rompt le contrat en raison de la persistance de la blessure de Krstić.

## Clubs successifs
- 2001 - 2004 :  KK Partizan Belgrade
- 2004 - 2008 :  Nets du New Jersey
- 2008 :  Triumph Lyubertsy
- décembre 2008-février 2011 :  Thunder d'Oklahoma City
- février 2011-juin 2011 :  Celtics de Boston
- juin 2011 - juin 2014 :  CSKA Moscou
- juin 2014 - juin 2016 :  Anadolu Efes

## Palmarès
Il remporte deux médailles internationales avec la sélection de la Serbie :
- Médaille d'argent à la coupe du monde 2014 en Espagne.
- Médaille d'argent du Championnat d'Europe 2009

## Records sur une rencontre en NBA
Les records personnels de Nenad Krstic en NBA sont les suivants, :
| Type de statistique        | Saison régulière | Saison régulière     | Saison régulière | Playoffs | Playoffs              | Playoffs      |
| Type de statistique        | Record           | Adversaire           | Date             | Record   | Adversaire            | Date          |
| -------------------------- | ---------------- | -------------------- | ---------------- | -------- | --------------------- | ------------- |
| Points                     | 29               | @ Bulls de Chicago   | 7 mars 2006      | 27       | @ Heat de Miami       | 26 avril 2005 |
| Paniers marqués            | 13               | @ Bulls de Chicago   | 7 mars 2006      | 10       | @ Pacers de l'Indiana | 29 avril 2006 |
| Paniers tentés             | 21               | @ Hawks d'Atlanta    | 27 février 2006  | 16       | 2 fois                | 2 fois        |
| Paniers à 3 points réussis | 1                | 2 fois               | 2 fois           | -        | -                     | -             |
| Paniers à 3 points tentés  | 2                | 2 fois               | 2 fois           | -        | -                     | -             |
| Lancers francs réussis     | 13               | Grizzlies de Memphis | 24 mars 2005     | 11       | @ Heat de Miami       | 26 avril 2005 |
| Lancers francs tentés      | 17               | Grizzlies de Memphis | 24 mars 2005     | 12       | @ Heat de Miami       | 26 avril 2005 |
| Rebonds offensifs          | 8                | Hawks d'Atlanta      | 4 avril 2006     | 5        | Heat de Miami         | 14 mai 2006   |
| Rebonds défensifs          | 11               | 3 fois               | 3 fois           | 9        | 2 fois                | 2 fois        |
| Rebonds totaux             | 15               | 3 fois               | 3 fois           | 14       | Heat de Miami         | 14 mai 2006   |
| Passes décisives           | 5                | 5 fois               | 5 fois           | 3        | 3 fois                | 3 fois        |
| Interceptions              | 3                | 4 fois               | 4 fois           | 2        | @ Pacers de l'Indiana | 4 mai 2006    |
| Contres                    | 5                | Bucks de Milwaukee   | 2 novembre 2005  | 2        | 7 fois                | 7 fois        |
| Balles perdues             | 6                | Nuggets de Denver    | 13 février 2005  | 4        | @ Heat de Miami       | 16 mai 2006   |
| Minutes jouées             | 46               | @ Pistons de Détroit | 27 décembre 2004 | 49       | Heat de Miami         | 28 avril 2005 |

- Double-double : 40 (dont 4 en playoffs)
- Triple-double : 0